# Модров, Ханс

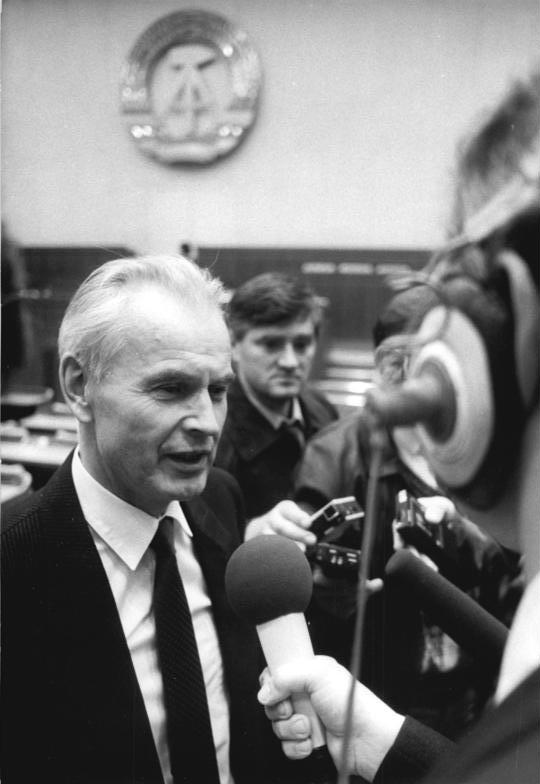
Модров в 1989 году

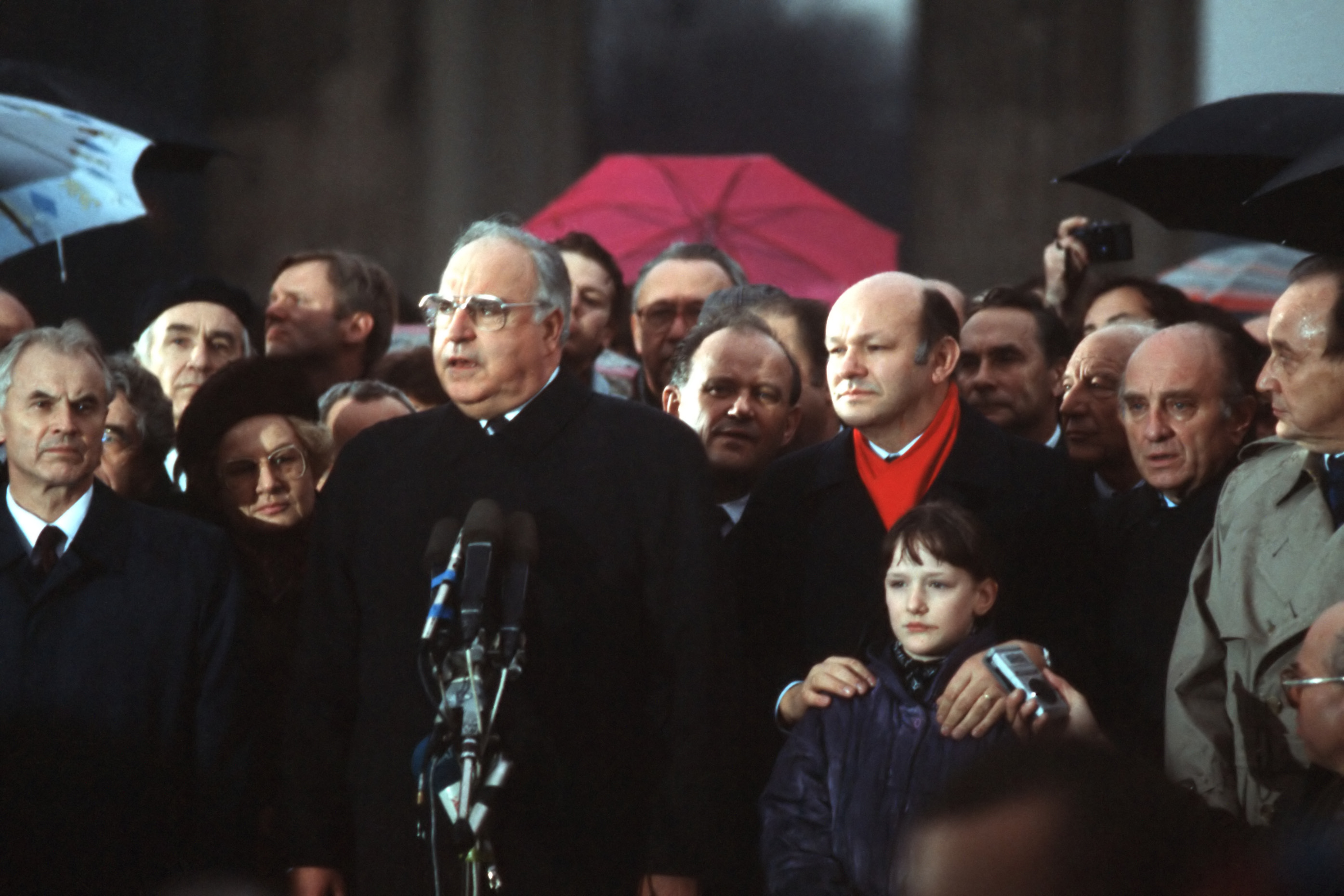
Модров с канцлером ФРГ Гельмутом Колем во время открытия Бранденбургских ворот 22 декабря 1989 года.

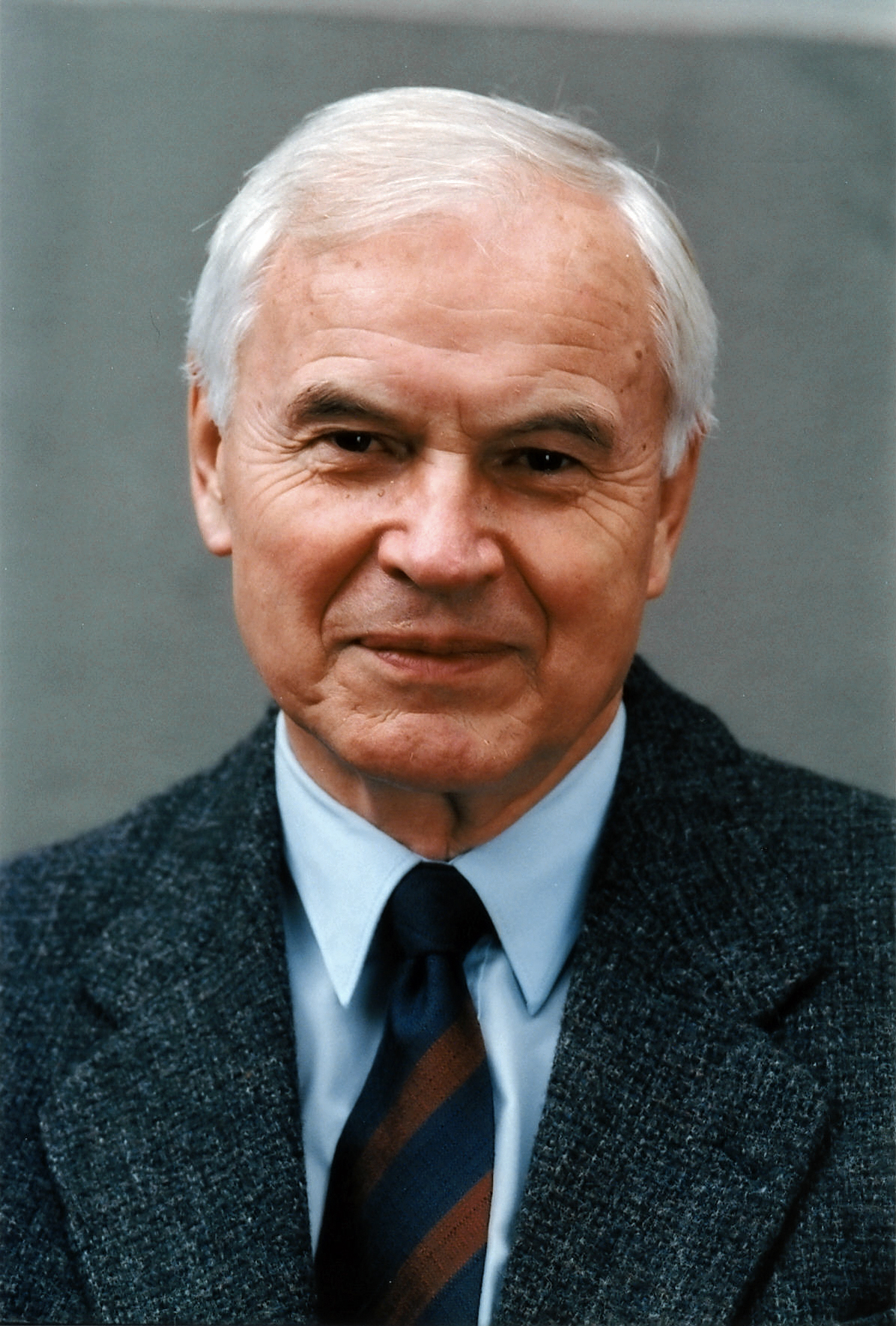
Модров в июне 1999 года

Ханс Мо́дров (нем. Hans Modrow; 27 января 1928, Язениц, Пруссия, Германия — 11 февраля 2023, Берлин) — немецкий политик. Председатель Совета министров ГДР. Последний коммунистический глава правительства ГДР.

## Начало биографии
Родился в прусской Померании (сейчас территория Польши) в семье рабочего. После окончания школы, во время Второй мировой войны прошёл обучение на машиниста, в 1942—1945 работал слесарем-ремонтником, в 17 лет убыл на фронт как фольксштурмист. Попал в плен и до 1949 года находился в СССР. После возвращения из плена работал в депо машинистом, начал делать карьеру партийного функционера. С 1949 года член СЕПГ. С 1949 года на различных постах в Союзе свободной немецкой молодёжи (ССНМ) в Бранденбурге, Мекленбурге, в 1953—1961 годах 1-й секретарь окружной организации ССНМ в Берлине. С 1957 года — депутат Народной палаты ГДР (оставался депутатом до конца ГДР в 1990 году).
В 1952—1953 годах на учёбе в Москве в Центральной комсомольской школе. В 1954—1957 годах учился в Высшей партийной школе при ЦК СЕПГ (получил диплом социолога), позже окончил Высшую экономическую школу (учился в 1959—1961) (получил степень кандидата экономических наук). В 1966 году стал доктором экономических наук (тема диссертации «Определение, отбор и развитие молодых менеджеров для функций управления в социалистической промышленности»).

## Партийная карьера
С 1958 года — кандидат в члены ЦК, с 1967 года — член ЦК СЕПГ. В сентябре 1961 года избран 1-м секретарем районного комитета СЕПГ в Берлинском районе Кёпеник, после чего стал секретарём Берлинского городского комитета СЕПГ по агитации и пропаганде. С 1967 по 1989 год был членом ЦК СЕПГ. С 1967 по 1973 год работал в ЦК заведующим отделом агитации и пропаганды. С октября 1973 по ноябрь 1989 года был 1-м секретарём Дрезденского окружного комитета СЕПГ.

## Заключительный период в ГДР
В начале 1989 года Х. Модров подвергся критике со стороны руководства СЕПГ за «неудовлетворительную массовую и политическую работу, экономические промахи, самоуправство по отношению к Центру».
Во время мирной революции сначала приказал силовым структурам задерживать демонстрантов. Окружное управление МГБ ГДР возглавлял генерал Хорст Бём, известный жёсткостью и неукоснительным исполнением партийных директив. В результате многие протестующие были арестованы. Но Модров быстро и резко сменил политический курс.
Одновременно совместно с другими лидерами партии (Эгоном Кренцем, Гюнтером Шабовски и Эрихом Мильке) проводил секретные консультации о смене руководства страны. На IX пленуме ЦК СЕПГ 18 октября активно выступил против главы страны и партии Э. Хонеккера и поддержал его отставку со всех постов. На X пленуме ЦК в ноябре 1989 года был избран в члены политбюро ЦК, 13 ноября был избран председателем Совета министров ГДР (занимал этот пост до апреля 1990 года). При его утверждении в Народной Палате был лишь один голос против, который подала Маргот Хонеккер, супруга ранее смещённого главы ГДР Эриха Хонеккера. На чрезвычайном съезде СЕПГ 9 декабря был избран заместителем председателя партии. Как глава правительства с начала декабря контролировал проведение круглого стола с оппозицией, который привёл к роспуску верхушки Штази и прекращению репрессий с его стороны и подготовке свободных всеобщих выборов, которые состоялись 18 марта. Выступал за нейтральную германскую конфедерацию и против «быстрого» воссоединения. 5 февраля 1990 года включил в свой кабинет восемь представителей оппозиционных партий и групп в качестве министров без портфеля.

## Дальнейшая жизнь
Был членом ЦК Партии демократического социализма (ПДС) (1989—2007) и Левой партии (2007—2023). Почётный председатель ПДС с февраля 1990 года и председатель Совета старейшин Левой партии с 2007 года.
Избирался депутатом бундестага (1990—1994) и Европарламента (1999—2004), где работал в Комитете по содействию развития и, помимо прочего, отвечал за переговоры о вступлении в ЕС Чехии.
В 1995 году районным судом Дрездена был приговорён к лишению свободы на девять месяцев (с условно-досрочным освобождением в зале суда) за «участие в фальсификации местных выборов в ГДР» в мае 1989 года.
Находился под наблюдением разведслужбы ФРГ, БНД, в 1958—2013 годах. Из материалов слежки стала известна информация, что с 1988 года по указанию Э. Хонеккера и главы госбезопасности ГДР Эриха Мильке на Х. Модрова собирались компрометирующие материалы с целью его дискредитации и отдачи под суд за измену.
Автор многих книг и журнальных статей по широкому кругу вопросов.
В отличие от многих членов руководства партии всегда считался доступным для граждан, честным (имел прозвище «ehrlicher Hans», «честный Ганс») и лично скромным (например, будучи 1-м секретарём Дрезденского окружкома, жил с семьёй в обычной 3-хкомнатной квартире в городе). Был одним из реформаторов в руководстве ГДР. Есть сведения, что в 1987 году входил в число возможных преемников лидера СЕПГ Э. Хонеккера, рассматриваемых Москвой.
За несколько дней до смерти пережил инсульт и был доставлен в одну из берлинских больниц. Скончался в Берлине в ночь с 10 на 11 февраля 2023 года.

## Личная жизнь
Был женат на Анне-Марии Штраубинг, которая скончалась в 2003 году. Имел двух дочерей, с которыми жил в Берлине.

## Награды
- Орден Карла Маркса (1978).
- Орден «За заслуги перед Отечеством» в золоте (1975).
- Орден «Знамя Труда» I степени.
- Орден Дружбы (27 ноября 2017 года, Россия) — за заслуги в укреплении дружбы и сотрудничества между народами, плодотворную деятельность по сближению и взаимообогащению культур наций и народностей[12].
- Орден Солидарности (Куба) (2019).